# Närke
Närke ( ouça a pronúncia), raramente Nerícia (em latim: Nericia ou Nerchia ), é uma pequena província histórica  da Suécia, situada no centro da região histórica da Svealand, e localizada ao norte do lago Vättern.

Ocupa 1% da área total do país e tem uma população de 223 548 habitantes (2023).

Com muito maior dimensão no passado, está hoje em dia confinada a uma pequena área, delimitada pelos lagos Vättern e Hjälmaren, assim como pelas grandes florestas de Tiveden e Tylöskog.

Como província histórica, não possui atualmente funções administrativas, nem significado político, mas está diariamente presente nos mais variados contextos, como por exemplo no nome do jornal diário Nerikes Allehanda, do corpo de bombeiros Nerikes brandkår e da federação de atletismo Närkes Friidrottsförbund.

## Etimologia e uso
O nome geográfico Närke tem origem incerta, talvez relacionado com uma ”designação dos habitantes da região” - os næriker, talvez relacionado com a palavra Nær (nome de uma localidade), talvez relacionado com a antiga palavra när (um ”terreno acidentado com montes e canais apertados”).
É mencionado em sueco antigo como Neeric no século XII e aparece traduzido para latim como Nerchia no século XIII.

Em textos em português costuma ser usada a forma original Närke, e mais ocasionalmente Nerike.

| “ | A província histórica de Närke é um pequeno território situado ao sul da região de Svealand… | ” |

## Condados atuais
A maior parte de Närke faz parte do condado de Örebro, havendo ainda uma pequena parcela que pertence ao condado de Västmanland. 

Província de Närke
Condado de Örebro
Condado de Västmanland

## História
Närke foi desde tempos remotos uma encruzilhada de transportes através da Suécia dada a sua posição geográfica central e as suas vias aquáticas e terrestres.
Já na Idade Média havia numerosas fábricas de ferro, cuja produção era escoada pelo lago Hjälmaren para Estocolmo.
Tem aproximadamente as fronteiras atuais desde, pelo menos, o século XIV, embora tivesse abrangido anteriormente alguns territórios das atuais províncias da Värmland e Västmanland.

## Geografia
Närke é limitada a norte pela Värmland  e Västmanland, a leste pela Södermanland e Östergötland, a sul pelo lago Vättern e pela Västergötland. A parte central, é constituída pela planície de Närke (Närkeslätten), onde é cultivado trigo, aveia e cevada. Na periferia estão as elevações de Kilsbergen, a noroeste, e as grandes florestas de Tiveden e Tylöskog, a sul.

| - Planície: Planície de Närke - Montanhas: Kilsbergen - Lagos: Vättern e Hjälmaren - Cidades: Örebro, Kumla, Hallsberg, Askersund |

### Maiores cidades
- Örebro, 132 000 (fundada no século XII)
- Kumla, 13 000
- Hallsberg, 7 000
- Laxå, 5 662 (2018)
- Askersund, 3 900

## Comunicações
Närke é atravessada pelas estradas europeias E20 e E18, que se encontram em Örebro.
                                                                                                      A E20 corta a província na diagonal, passando por Kumla e Örebro.                                     
A E18 corta a província transversalmente, passando por Örebro.

A cidade de Hallsberg tem o maior nó ferroviário da Suécia, onde se cruzam a linha do Oeste e a linha de transportes ferroviários de Bergslagen, que conduz à linha do Norte.
 
Dispõe do Aeroporto de Örebro, localizado a 12 km a oeste da cidade.

| - Estradas europeias: E20 (Malmö – Gotemburgo – Örebro – Estocolmo) e E18 (Karlstad – Örebro – Estocolmo) - Ferrovias: Linha do Oeste (Estocolmo–Hallsberg–Gotemburgo) e linha de transportes ferroviários de Bergslagen (Mjölby–Hallsberg–Kumla–Örebro–Storvik) - Aeroportos: Aeroporto de Örebro, a 12 km a oeste da cidade |

## Economia
A economia de Närke está fortemente centrada na cidade de Örebro.                                                                                         No seu conjunto, a maior parte da força laboral da província trabalha nos serviços (comércio, escolas, hospitais, autoridades administrativas), e uma menor parte na indústria (metalo-mecânica, papel, agro-alimentar) e na agricultura (trigo, aveia e cevada, na planície de Närke.

Entre 1940 e 1965 foi tentada a produção de petróleo a partir da extração de alume em Kvarntorp.

## Personalidades ligadas a Närke
- Hjalmar Bergman (escritor)
- Verner von Heidenstam (escritor)
- Mattias Jonson (futebolista)
- Håkan Nesser (escritor)
- Ronnie Peterson (automobilista)
- Laurentius Petri (arcebispo luterano)

## Património histórico, cultural e turístico
- Castelo de Örebro (Örebro slott)
- Reserva cultural da cidade fictícia de Wadköping, em Örebro
- Igreja de São Nicolau (S:t Nicolai kyrka), em Örebro
- Igreja de Olaus Petri (Olaus Petri kyrka), em Örebro
- Convento de freiras de Riseberg (Riseberga kloster), em Fjugesta
- Parque Nacional de Garphyttan, na montanha Kilsbergen
- Floresta de Tiveden
- Palácio de Stjärnsund, em Askersund (Stjernsunds slott)
- Museu Regional de Örebro (Örebro läns museum), em Örebro

Närke
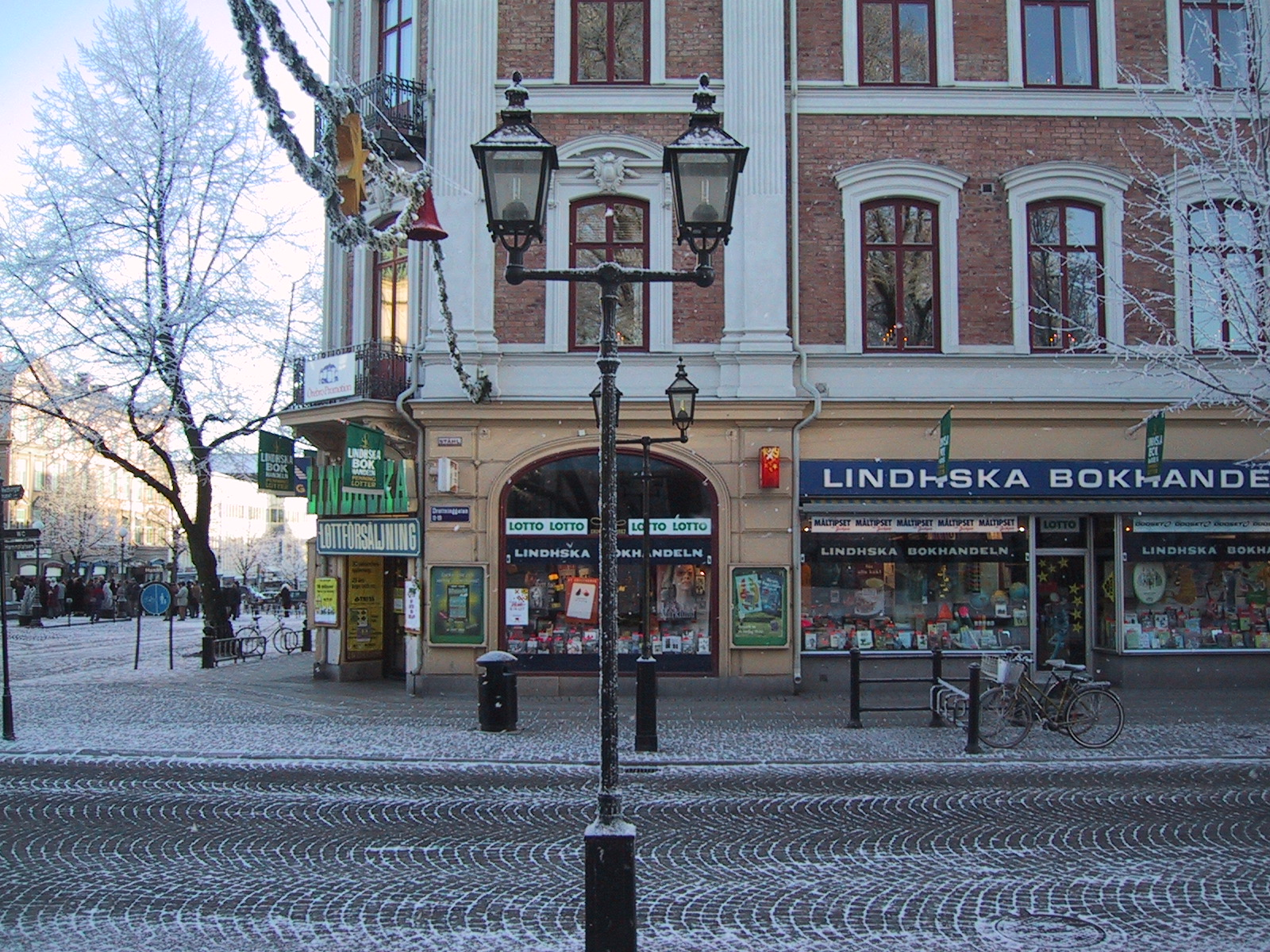
Livraria Lindhska em Örebro
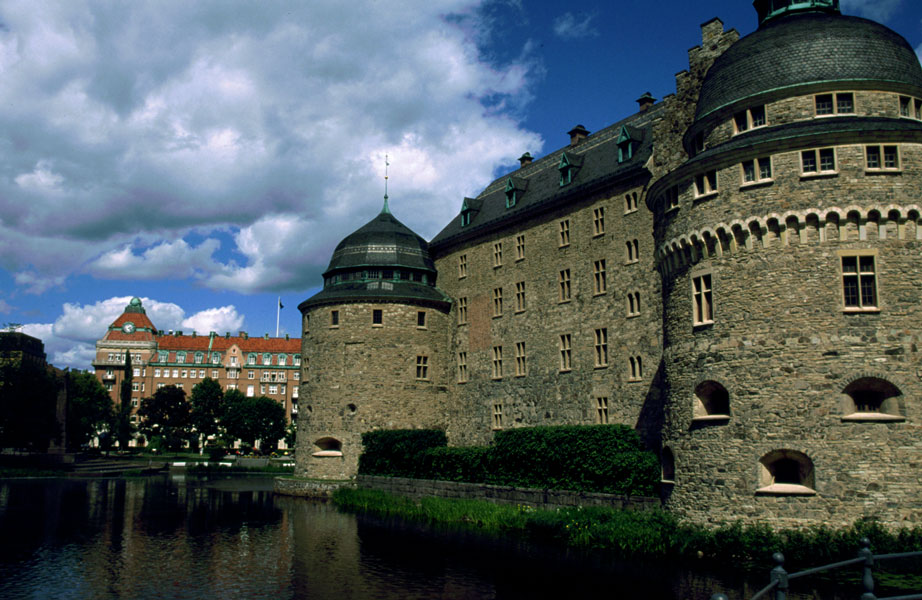
Castelo de Örebro
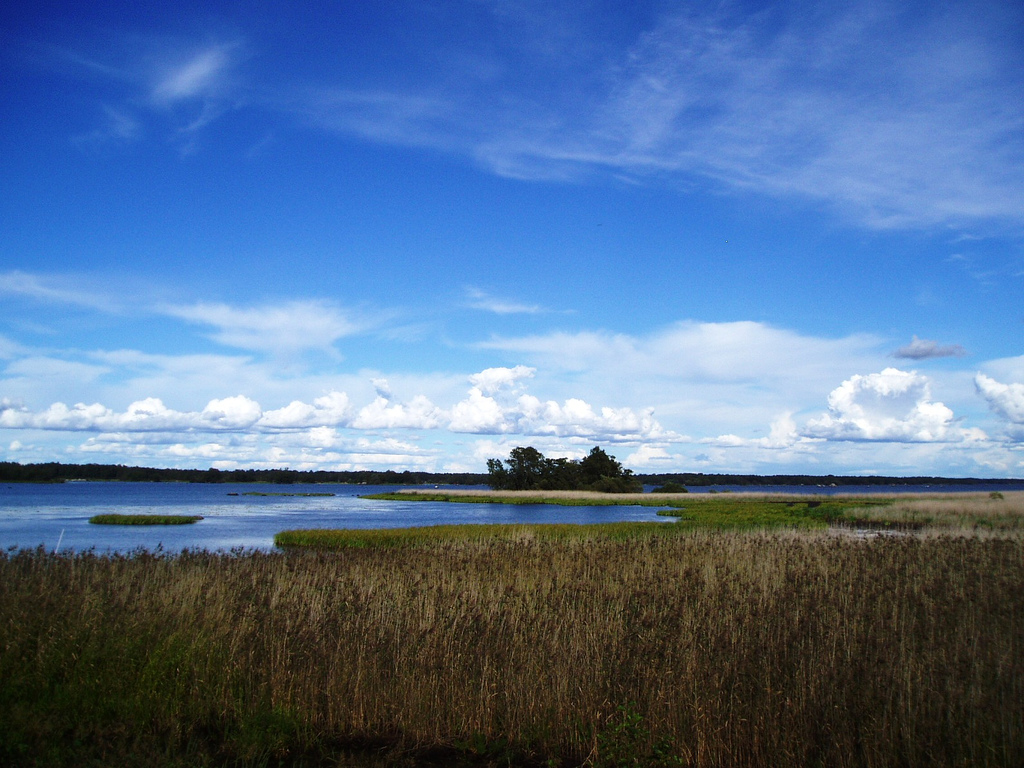
Lago Hjälmaren visto de Örebro
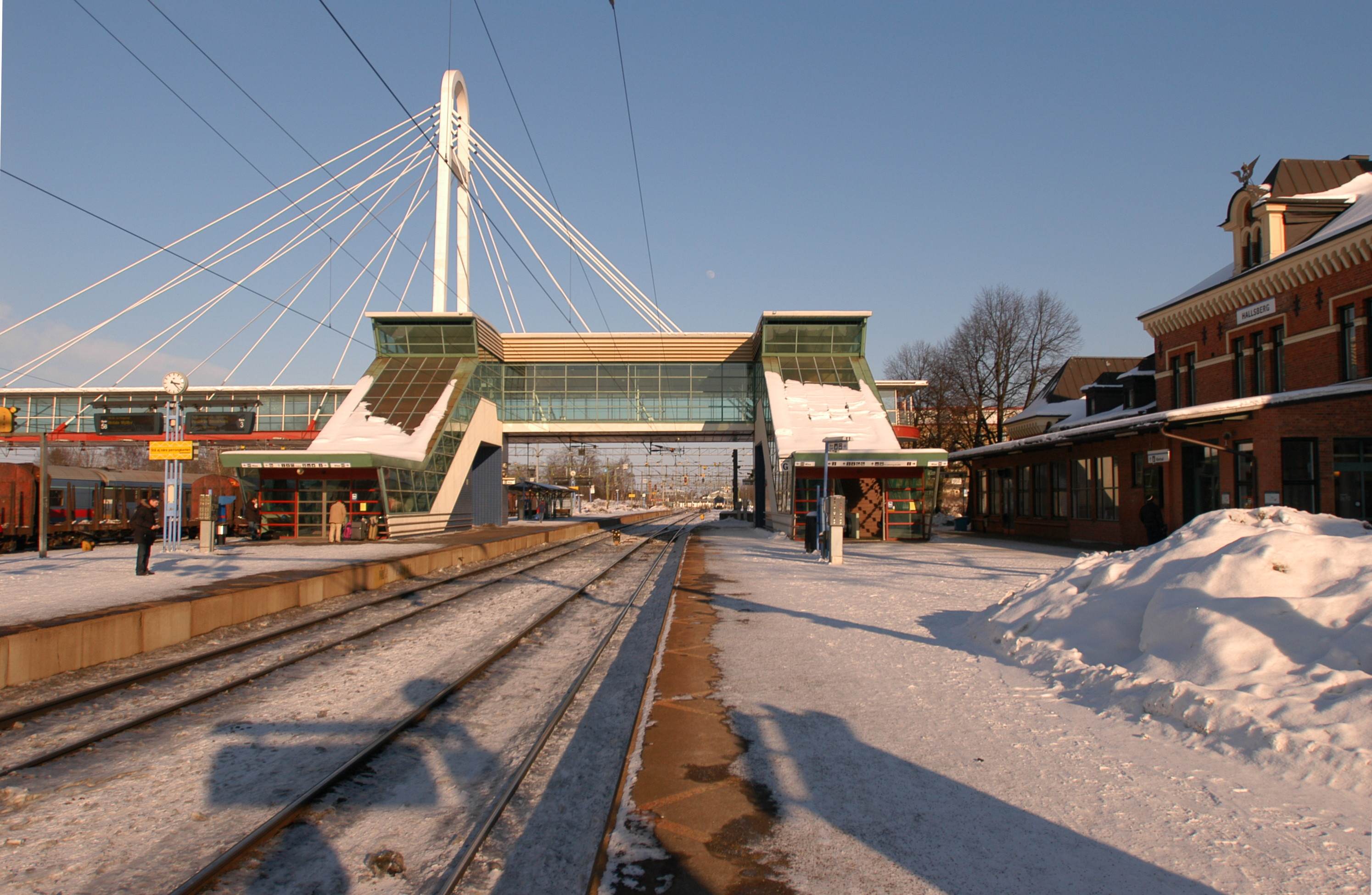
Estação ferroviária de Hallsberg